# Martin Dům
Martin Dům (* 17. ledna 1967) je bývalý český hokejový obránce. Jeho otcem byl dlouholetý litvínovský obránce a trenér František Dům.

## Hokejová kariéra
V československé lize hrál za CHZ Litvínov. Nastoupil v 1 ligovém utkání. V nižších soutěžích hrál během základní vojenské služby za Duklu Jihlava „B“ a dále za Baník Sokolov.

## Klubové statistiky
| Sezona    | Klub              | Soutěž  | Základní část | Základní část | Základní část | Základní část | Základní část |
| Sezona    | Klub              | Soutěž  | Z             | G             | A             | B             | TM            |
| --------- | ----------------- | ------- | ------------- | ------------- | ------------- | ------------- | ------------- |
| 1985/1986 | CHZ Litvínov      | 1. liga | 1             | 0             | 0             | 0             | -             |
| 1986/1987 | Dukla Jihlava „B“ | 2. liga | -             | -             | -             | -             | -             |
| 1988/1989 | Baník Sokolov     | 3. liga | -             | -             | -             | -             | -             |